# باب الحارة (الجزء الخامس)
باب الحارة الجزء الخامس  مسلسل سوري هو تكملة للجزء الرابع ويشهد هذا الجزء ظهور الفنان قصي خولي بدور أبو دياب (أبو قاعود) وظهور مهيار خضور بدور أبو فيصل والفنان القدير زهير عبد الكريم بدور أبو شاكوش والعديد من الشخصيات. عرض المسلسل بتقنية عالية الجودة على العديد من القنوات العربية وحقق نجاحاً كبيراً في أرجاء الوطن العربي.

## القصة
في هذا الجزء يقوم (أبو دياب)، الذي يأتي للحارة ويُفاجأ بوجود مأمون بك زوج فريال خانم، والذي يعرفه أبو دياب منذ أيام سجنه مع الحكيم أبو عصام في سجن أرواد، فيتنكر بدور زبال مسكين، حتى يتمكن في نهاية الجزء بمساعدة النمس وأهل الحارة من التخلص من مأمون بك، وتعلق مشنقته في الساحة أمام الجامع.

## الممثلون
- ميلاد يوسف، عصام
- وائل شرف، معتز
- صباح الجزائري، سعاد أم عصام
- وفيق الزعيم، أبو حاتم
- منى واصف، أم جوزيف
- فايز قزق، مأمون بيك
- وفاء موصلي، فريال
- علي كريم، أبو النار
- مصطفى الخاني، النمس
- هدى شعراوي، الداية أم زكي
- قصي خولي، أبو قاعود
- زهير رمضان، أبو جودت
- حسن دكاك، أبو بشير
- زهير عبد الكريم، أبو شاكوش
- محمد خير الجراح، أبو بدر
- سحر فوزي، شهيرة أم بشير
- شكران مرتجى، فوزية
- رامز أسود، أبو ذراع
- أيمن بهنسي، أبو قاسم
- سليم كلاس، أبو خاطر
- جرجس جبارة، أبو فارس الحارس
- رياض نحاس، أبو ممدوح
- ناهد الحلبي، أم حاتم
- حسام الشاه، عبدو
- صالح الحايك، المختار أبو صياح
- محمد الشماط، أبو مرزوق
- هيثم جبر، أبو الحكم
- عاصم حواط، صبحي أبو عناد
- ليليا الأطرش، لطفية
- إمارات رزق، خيرية
- فادي الشامي، سمعو
- محمد قنوع، سعيد
- أمية ملص، بوران
- أناهيد فياض، دلال
- أسامة حلال، بشير
- رامز عطا الله، أبو ساطور
- رواد عليو، حميدة
- تاج حيدر، جميلة
- علاء الزعبي، خاطر
- مهيار خضور، أبو فيصل
- براء الزعيم، الحكيم حمزة
- هاني شاهين، العريف نوري
- كمال مرة، أبو الطيب
- سمير الشماط، فتحي
- نجلاء الخمري، هدى
- رنا شميس، سميرة
- صبحي الرفاعي، أبو مرعي
- غسان اللبني، أبو شاكر
- جلال الطويل، أبو الورد
- محمد خاوندي، أبو ياسر
- علاء قاسم، الملازم فادي
- جمال قبش، الكومندان الفرنسي
- عدنان أبو الشامات، أبو ديبو
- أدهم الملا، أبو محمود
- محمد خرماشو، أبو حسن
- فدوى محسن، أم إبراهيم
- جومانا مراد، شريفة